# ジオスエ・ジロッチ
ジオスエ・ジロッチ（Giosuè Zilocchi、1997年1月15日 - ）は、ユナイテッド・ラグビー・チャンピオンシップ、ベネットン・ラグビーに所属するラグビーユニオン選手。

## プロフィール
- イタリア・ローマ出身[1]。
- ポジションはプロップ(PR)。
- 身長 186cm、体重 112kg
- U20イタリア代表に選ばれたことがある[2]。
- イタリア代表キャップは21（2025年4月現在）でラグビーワールドカップ2019のイタリア代表に選ばれた[3]。

## 略歴
カルヴィザーノ、ゼブレ、ロンドン・アイリッシュを経て、2023年、ベネットンに加入。
2019年、ラグビーワールドカップ2019のイタリア代表に追加召集された。